# Wood Island (MBTA-Station)
Wood Island ist eine U-Bahn-Station der Massachusetts Bay Transportation Authority (MBTA) im Bostoner Stadtteil East Boston im Bundesstaat Massachusetts der Vereinigten Staaten von Amerika. Sie bietet Zugang zur Linie Blue Line.

## Geschichte
Die Station wurde am 5. Januar 1952 eröffnet und nach dem zu diesem Zeitpunkt noch existenten Naherholungsgebiet Wood Island Park benannt, auf dessen ehemaligem Gelände sich heute Teile des Logan International Airport befinden. Mitte der 1990er Jahre wurde die Station neu gebaut und im August 2008 renoviert.

## Bahnanlagen

### Gleis-, Signal- und Sicherungsanlagen
Der U-Bahnhof verfügt über insgesamt zwei Gleise, die über zwei Seitenbahnsteige zugänglich sind.

### Gebäude
Der U-Bahnhof befindet sich an der Adresse 430 Bennington Street nahe der Massachusetts Route 145 und ist vollständig barrierefrei zugänglich.

## Umfeld
An der Station besteht eine Anbindung an drei Buslinien der MBTA.